# Trusalová

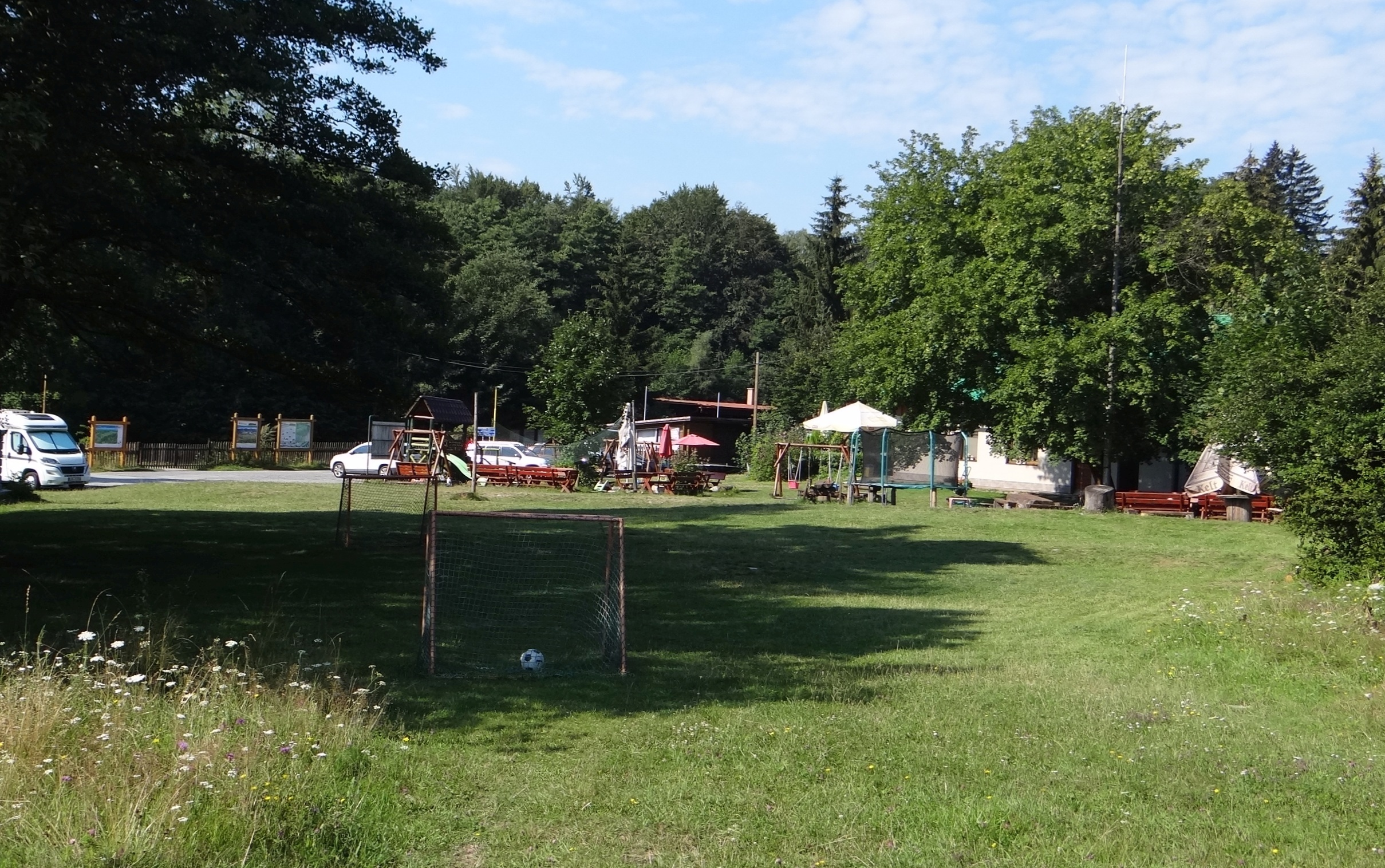
Autokemping Trusalová

Trusalová – część miasta Turany w powiecie Martin w kraju żylińskim na Słowacji. Znajduje się u południowych podnóży Małej Fatry, w widłach potoku Studenec i jego dopływu, Tiesniavskiego potoku. Jest to głównie osiedle domków jednorodzinnych, z których duża część to tylko domki letniskowe. W Trusalovej działa autokemping Trusalová.
Autokemping Trusalová jest punktem startowym do zwiedzania Małej Fatry. Przechodzący przez niego żółty szlak prowadzi na rozdroże Zajacová, skąd dalej zielonym szlakiem można dotrzeć na główny grzbiet Małej Fatry.
   motorest Hrabinka – Trusalová – Zajacová – chata pod Chlebem – Snilovské sedlo. Odległość 9,2 km, suma podejść 1101 m, suma zejść 20 m, czas przejścia 3:45 h.